# Champagneux
Champagneux este o comună în departamentul Savoie din sud-estul Franței. În 2009 avea o populație de 556 de locuitori.

## Evoluția populației
| An        | 1975 | 1982 | 1990 | 1999 | 2006 | 2009 |
| --------- | ---- | ---- | ---- | ---- | ---- | ---- |
| Populație | 303  | 346  | 327  | 379  | 471  | 556  |